# Орда, Адам Петрович
Адам Петрович Орда (1835—1897) — русский военный инженер, участник Севастопольской обороны.

## Биография
Родился в 1835 г. в Минской губернии в дворянской семье. В 1850 г. Орда поступил в кондукторскую роту Главного (впоследствии Николаевского) инженерного училища, по окончании которого 13 августа 1853 г. был произведён в полевые инженеры и переведён в офицерские классы, но до окончания полного курса, вследствие большой потребности в инженерных и сапёрных офицерах, в мае 1855 г. был назначен в 6-й сапёрный батальон в Севастополь.
Первоначально Орда находился на Камчатском люнете до его штурма, когда был ранен в левое бедро осколком гранаты; с 26 мая по 1 июля был на 1-м бастионе, а после того до 27 августа — на Малаховом кургане; в день штурма последнего Орда был взят в плен французами. Всё время пребывания на севастопольских верках Орда с неутомимой энергией работал, главным образом, по ночам, под сильным огнём неприятеля, заведуя исправлениями нескончаемых повреждений в валах, погребах и блиндажах. Перед штурмом Малахова кургана, на случай его падения, Орда устраивал 2-ю оборонительную линию от горжи кургана к батарее Геннериха.
Но ни тяжёлая работа, почти без отдыха, ни лишения (под конец у Орды не было уже ни сюртука, ни шинели, а сапоги совсем износились), ни постоянная опасность не подавляли и не ослабляли всегда предприимчивого и живого Орду. Из описания штурма Малахова кургана видно, что Орда с неустрашимостью действовал там до последней возможности, водворяя, за убылью старших, порядок среди своих и удерживая натиск неприятеля. Обстоятельства его плена были таковы: когда уже бастион кургана был почти очищен, Орда, встретив здесь раненого в живот лейтенанта, вместе с офицером Ноздревым стал переносить его в блиндаж; в это время они были отрезаны французами.
Тогда Орда с Ноздревым, засев вместе с несколькими нижними чинами в один из блиндажей, начали отстреливаться, но, когда в блиндаж попали два ядра и двое нижних чинов были ранены, а все патроны израсходованы, пришлось сдаться. После взятия в плен французский инженер генерал Фроссар потребовал от Орды под угрозой расстрела указать, где заложены мины под бастионом Корнилова. Орда не исполнил этого требования, хотя и знал расположение указанных мин. Вернувшись через 5 месяцев из плена в батальон, Орда участвовал в оборонительных работах на Южном Буге и в Николаеве. Крымская кампания принесла ему орден Св. Владимира 4-й степени с мечами (1856 г.), 4 июня 1856 г. Орда был награждён орденом Св. Георгия 4-й степени:
Во время обороны г. Севастополя, с 20 по 26 Мая 1855 г., был на Камчатском редуте, когда против онаго направлен был сильнейший неприятельский огонь. После взятия же редутов, находился в продолжении 3 месяцев на Корниловском бастионе, где работал бессменно днем и ночью, под ужаснейшим огнём и всегда на опаснейших пунктах.
По окончании военных действий Орда поступил в старший класс Николаевской инженерной академии, окончив её в числе отличнейших и был переведён в военные инженеры. В 1859 г. Орда был переведён в гвардейские инженеры и заведовал до 1868 г. практическими работами сначала одного лейб-гвардии Сапёрного батальона, а затем всей сводной сапёрной бригады; в 1860 г. получил орден Св. Станислава 2-й степени. В 1868 г. Орда был назначен преподавателем фортификации в Николаевскую инженерную академию и училище, причём в училище читал минное искусство и применение полевой фортификации к местности, а в академии — историю осады Севастополя.
В 1877 г. Орда был избран адъюнкт-профессором, 15 мая 1883 г. произведён в генерал-майоры. Военно-литературная деятельность Орды началась по окончании академии, когда он был привлечён к участию в составлении описания обороны Севастополя под общим руководством Тотлебена. Из литературных трудов Орды заслуживают внимания: «Воспоминания пленного» («Инженерный журнал», 1857, № 1); «Заметки инженера о причинах взятия Малахова кургана» («Военный сборник», 1858, № 4); «Очерк осады Гаэты в 1860—61 гг. и несколько слов об осаде Анконы 1860 г.» («Инженерный журнал», 1861, № 4); «Сапёры в Севастополе» («Инженерный журнал», 1862, № 5); «Очерк действий русских войск против турецких крепостей и укреплённых пунктов с 1769 по 1791 г.» («Инженерный журнал», 1877, № 4, 5, 6 и 10); «Систематический сборник указаний и правил по минному искусству, данных генерал-адъютантом Тотлебеном». («Инженерный журнал», 1888, № 1—3). Кроме того, под редакцией Орды в «Инженерном журнале» за 1883 и 1884 гг. был помещен перевод К. Модраха наставления по миному делу, принятого для обучения инженерный войск в Австрии. За время работы в академии Орда был награждён орденами Св. Анны 2-й степени (1873), Св. Владимира 3-й степени (1876) и Св. Станислава 1-й степени (1886).
В 1888 г. у Орды появились признаки душевной болезни, и он должен был оставить службу. Скончался в октябре 1897 г., в Финляндии, в имении Меррекюле.